# Rumbi Katedza
Rumbi Katedza es una productora y directora de cine zimbabuense.

## Biografía
Katedza completó la licenciatura en inglés de la Universidad McGill, Canadá en 1995. En 2008 Katedza recibió la Beca Chevening que le permitió continuar sus estudios cinematográficos. También tiene una maestría en cinematografía de Goldsmiths College, Universidad de Londres.

## Filmografía
- Tariro (2008);[5]
- Big House, Small House (2009);
- The Axe and the Tree (2011);
- The Team (2011)[6]
- Playing Warriors (2012)[7]
- Danai (2002);[8]
- Postcards from Zimbabwe (2006);
- Trapped (2006 – Rumbi Katedza, Marcus Korhonen);
- Asylum (2007);[4]
- Insecurity Guard (2007)[4]